# Jussi Pesonen
Jussi Pesonen, född 23 maj 1979 i Muurame, är en finländsk ishockeyspelare som för närvarande spelar i Vasa Sport i FM-ligan.

## Klubbar
- JYP 1997-2001
- Jokerit 2001-2004
- Ilves 2004-2007, 2009/2010, 2013/2014
- HIFK 2007-2009
- Leksands IF 2010/2011
- KalPa 2010/2011
- Lukko 2011/2013
- Vasa Sport 2014-